# Indicateur économique
Pour les articles homonymes, voir Indicateur et Économie.
 (octobre 2023).
Améliorez-le ou discutez des points à vérifier. 
Un indicateur économique est une statistique construite afin de mesurer certaines dimensions de l'activité économique, ceci de façon aussi objective que possible. Leurs évolutions ainsi que leurs corrélations avec d'autres grandeurs sont fréquemment analysées à l'aide de méthodes économétriques.
Les indicateurs économiques sont construits par l'agrégation d'indices qui figurent dans un document appelé « tableau de bord ». La construction des indicateurs découle d'un choix de conventions qui traduisent plus ou moins bien certaines priorités et valeurs éthiques et morales. Le « Tableau économique » de François Quesnay, l'un des premiers physiocrates qui a vécu au XVIIIe siècle, constitue l'un des premiers exemples d'un tel indicateur visant à mesurer la richesse d'un pays. Depuis les développements des comptes nationaux après la Seconde Guerre mondiale, le produit intérieur brut (PIB) et le produit national brut (PNB) sont les indicateurs les plus courants.
Par ailleurs, il existe d'autres indicateurs qui prennent en compte d'autres facteurs ignorés par le PNB et le PIB afin de mesurer le bien-être des habitants d'un pays ; en incluant par exemple des indicateurs de santé, d’espérance de vie, de taux d'alphabétisation. Le Programme des Nations Unies pour le développement (PNUD) a ainsi créé l'indice de développement humain (IDH) dans les années 1990.
Des tentatives pour prendre en compte d'autres dimensions telles la sécurité ou pour inclure la « soutenabilité écologique » de l'activité économique dans des indicateurs ont aussi été menées plus récemment.

## Les indicateurs les plus utilisés
Parmi les nombreux indicateurs économiques très souvent utilisés figurent en premier lieu le produit intérieur brut, dont on surveille le taux de croissance afin de mesurer la croissance économique, et le produit national brut qui permet de comparer les puissances économiques des différentes nations. Sont aussi souvent utilisés le taux d'inflation et des indices du niveau des revenus, de celui de la richesse, ou encore le salaire minimum, le salaire moyen et le coefficient de Gini, lesquels fournissent divers aperçus de la répartition et de l'inégalité des revenus. De nombreux indicateurs financiers sont enfin d'usage de plus en plus courant avec l'essor de la mondialisation financière.

### Indicateurs de production
La mesure de la production d'un pays se fait généralement par le produit national brut (PNB) et le produit intérieur brut (PIB). Le PIB est défini comme la valeur totale de la production interne de biens et services dans un pays donné au cours d'une année donnée par les agents résidents à l’intérieur du territoire national. C'est aussi la mesure du revenu provenant de la production dans un pays donné. Ces indicateurs correspondent au développement des comptes nationaux mis en place après la Seconde Guerre mondiale. Ils sont limités du fait des conditions historiques de leur apparition, à la fois dans leur mesure et au niveau conceptuel.
Le PNB vise à évaluer la valeur des productions nationales réalisées aussi bien sur le territoire d'un pays qu'à l'étranger. Pour ce faire, il retranche du PIB les productions et services réalisés sur le territoire par les non-résidents (donnant lieu au versement de revenus hors du pays) et lui ajoute la valeur des produits et services effectués à l'étranger par des résidents (entreprises ou personnes qui ont donc reçu des paiements de revenus à l'étranger). En dehors de ces ajustements comptables correspondant à la balance des paiements, le PNB présente les mêmes défauts et qualités que le PIB.

### Indicateurs de revenus et de richesse
Pour évaluer la richesse, on utilise souvent le Revenu national brut (RNB) qui fournit une mesure des revenus monétaires acquis durant l'année par les ressortissants d'un pays. Cet agrégat comptable est, au niveau d'un pays, peu différent de la production nationale brute du fait que le PNB est égal à la somme des revenus bruts des secteurs institutionnels, à savoir de la rémunération des salariés, des impôts sur la production et des importations moins les subventions, de l'excédent brut d’exploitation (assimilé au revenu des entreprises) et du solde de revenu avec l'extérieur.
Mais les données de patrimoine constituent de meilleures mesures de la richesse proprement dite. Il est difficile toutefois d'obtenir des évaluations comparables du patrimoine quand bien même on se limite seulement aux valeurs monétaires. Le problème devient encore plus ardu si on veut inclure des évaluations du patrimoine physique (immeubles, usines, outils de production, etc.), du patrimoine culturel (monuments, œuvres d'art présentes dans des musées, etc.), et plus encore du patrimoine social. Il serait nécessaire pour cela d'établir des conventions comptables et, si l'on veut effectuer des comparaisons internationales, de se mettre d'accord au niveau mondial sur leur utilisation. Or de telles opérations nécessitent des négociations et des accords internationaux très longs à réaliser.

### Indicateurs financiers
La montée de la mondialisation financière depuis les dérégulations impulsées sous la présidence de Ronald Reagan et les gouvernements Margaret Thatcher s’est traduite depuis les années 1980 dans un développement considérable des besoins d’information sur les évolutions des marchés financiers internationaux et les données financières relatives aux obligations d'information et aux états financiers des sociétés cotées. Depuis cette époque, les chiffres de la croissance et du PNB voisinent de plus en plus avec le spectacle des évolutions de l’euro, du dollar et du yen d’un côté, du Dow Jones, du NASDAQ, du Nikkei ou du CAC 40 de l’autre. En effet, les acteurs de la mondialisation que sont les cadres des entreprises financières ou non financières tournées vers l'exportation ont besoin de suivre quotidiennement ces variables de base de leurs arbitrages que sont les taux de change et les niveaux de valorisation boursière. Ainsi, avec la multiplication des expositions des firmes et des nations aux risques de change et aux risques financiers se développent des besoins d’indicateurs en tout genre, de « risque client » ou de « risque pays émergent », associés à chaque type de transactions. La Caisse des dépôts et consignations a créé ainsi des indicateurs synthétiques de libéralisation financière et de crise bancaire informant sur les vulnérabilités associées aux opérations financières mondialisées dans les pays émergents.

### Critiques
Les critiques ont été historiquement nombreuses vis-à-vis des indicateurs économiques « classiques ». Marilyn Waring, première femme députée au Parlement néo-zélandais, a souligné que les tâches ménagères et le temps consacré par les parents à l’éducation des enfants, en particulier par les femmes et surtout les femmes dites « inactives », étaient occultés par les mesures de production par individu. En outre, des indicateurs comme le PIB mesurent mal l'économie informelle ou les services domestiques comme le faisait remarquer Alfred Sauvy. Enfin, ils se concentrent sur la valeur ajoutée, et non sur la richesse possédée (stock de capital). Dès lors, une catastrophe naturelle qui détruit de la richesse va pourtant contribuer au PIB à travers l'activité de reconstruction qu'elle va générer. Cette contribution ne reflète pas la destruction de capital, ni le coût de la reconstruction. Cette contradiction était dénoncée dès 1850 par l'économiste français Frédéric Bastiat qui, dans Sophisme de la vitre cassée, écrivait que « la société perd la valeur des objets inutilement détruits », ce qu'il résumait par : « destruction n'est pas profit. »

## Les indicateurs de développement
Depuis la fin des années 1980, de multiples mouvements ont mis en cause les capacités du PNB à représenter toutes les dimensions du niveau de vie. Ainsi, au début des années 1990, certaines institutions internationales du système de l'Organisation des Nations unies ont fait un travail de pionnier en proposant de nouveaux indicateurs de développement. La collaboration d'économistes comme Amartya Sen, avec le Programme des Nations unies pour le développement (PNUD), a permis de proposer successivement toute une batterie de nouveaux indicateurs multidimensionnels du développement qui incluent, en plus du PNB, des critères sociaux. Le plus connu est l'Indice de développement humain (IDH). Depuis, de nombreuses autres initiatives se sont multipliées.

### Le PIB, indicateur très superficiel
Le PIB (défini ici comme « la valeur monétaire des biens et services produits durant une certaine période dans un pays »), est un indicateur très superficiel car :
- c'est un indicateur global, qui ne tient pas compte de la répartition de la richesse créée (même en le divisant par la population on obtient qu'un indicateur de la répartition potentielle de la richesse produite, et non de la répartition réelle) → le PIB/population peut s'accroître avec la richesse d'une minorité de la population tandis qu'une majorité devient plus pauvre ;

- c'est un indicateur à court terme, qui ne tient pas compte de l'impact de la production sur la déplétion du capital naturel.

- il repose sur l'hypothèse que le prix donne une mesure « exacte » de la qualité de la richesse produite globalement, c'est-à-dire de la mesure dans laquelle elle répond aux besoins de l'ensemble de la population; or les sondages d'opinions montrent que les budgets militaires (qui représentent une part importante du PIB et qui sont financés par les impôts payés par la population) ont toujours été supérieurs au niveau souhaité par la population, qui préfère que l'on consacre plus de ressources au sport, à la culture ou aux transports en commun; d'autre part une partie importante du PIB résulte d'achats provoqués par le conditionnement imposé que constitue la publicité dans les lieux publics, et qui donc gonflent artificiellement le PIB.

### Le PNB n'est pas un indicateur de développement
Indice de la puissance économique d'une nation, le PNB mesure la richesse d'un pays. Mais il ne fournit qu'une mesure très approximative du bien-être des habitants qui y vivent. Il ne fournit en effet qu'une agrégation comptable des valeurs des différents biens et services marchands produits, quelles que soient les utilités de ces productions. Par exemple, le PNB ne prend pas en compte les externalités négatives de la production (les dégâts causés à l'environnement, les prélèvements sur le patrimoine, etc.). Il ne mesure pas non plus l'impact de toutes les activités non monétarisées et réalisées hors du champ économique proprement dit (travaux domestiques, éducation des enfants, activités artistiques, etc. – ensemble théorisés par l'opéraïsme italien sous le nom de « travail social », et qui concerne souvent les femmes), lesquelles augmentent le bien-être général.
Dans le cas des États-Unis, par exemple, le PNB agglomère indistinctement la production de biens qui ne contribuent pas directement au bien-être des habitants (aides au développement, etc.), avec celles des biens ou services produits et consommés par les Américains.

### L'indice de développement humain du PNUD
L'indice de développement humain (IDH) est le premier des indices créés par le Programme des Nations Unies pour le développement (PNUD). Utilisé depuis les années 1990, l'IDH combine trois facteurs permettant d'apprécier les « capacités » des résidents de ces pays (leurs capabilities selon l'économiste Amartya Sen) : 
- l'espérance de vie à la naissance,
- l'accès à l'éducation, mesuré à partir de la durée moyenne de scolarisation des adultes (en années) et de la durée attendue de scolarisation des enfants en âge scolaire (en années).
- ainsi que le niveau de vie réel par habitant calculé à partir du logarithme du revenu national brut par habitant en parité de pouvoir d'achat (PPA).

L'IDH classe les pays en établissant la moyenne entre ces trois indices principaux « normalisés » (c'est-à-dire ramenés à une échelle de 0 à 1).

### Trois autres indicateurs synthétiques du PNUD
Le PNUD publie trois indicateurs synthétiques intégrant d'autres dimensions que l'activité économique :
- D'abord, à partir de 1995, l'Indicateur Sexospécifique (ou sexué) de développement humain (ISDH)[7], qui permet de corriger l'IDH d'un facteur d'autant plus positif que les différences entre les situations des femmes et des hommes sont moins importantes du point de vue des trois critères pris en compte dans le développement humain.

- Puis, à partir de 1995 également, l'Indicateur de Participation des Femmes (IPF) à la vie économique et politique, lequel complète le précédent en faisant la moyenne d'un certain nombre de taux de participation des femmes à des postes politiques ou économiques valorisés.

- L'Indicateur de pauvreté humaine (IPH) est introduit à partir de 1997. Il est construit sous un autre principe que celui des capabilities de Amartya Sen. Il signale les manques, privations ou exclusions fondamentales d'une partie de la population en tenant compte de quatre facteurs : longévité, éducation, emploi et niveau de vie. Deux variantes de calculs sont distinguées :
  - une variante 1 (IPH-1) pour les pays économiquement en développement
  - une variante 2 (IPH-2) pour les pays économiquement développés. Pour les pays développés, l’IPH-2 tient compte de quatre critères auxquels il accorde le même poids : la probabilité de mourir avant soixante ans, l'illettrisme, le pourcentage de personnes en deçà du seuil de pauvreté, soit 50 % du revenu médian, le pourcentage de chômeurs de longue durée.

## Les autres indicateurs économiques synthétiques
Au début des années 2000, dans la lignée du mouvement impulsé par le PNUD, de nombreuses institutions se sont mises à discuter des limites du PNB pour tenter de les dépasser. En novembre 2004 à Palerme, l'Organisation de coopération et de développement économiques (OCDE) a organisé un premier Forum mondial de l’OCDE sur ce thème. Fin juin 2007, l'OCDE a organisé un second colloque à Istanbul portant sur « les statistiques, les connaissances et les politiques ». Il a débouché sur une déclaration énergique exhortant les bureaux statistiques du monde entier à « ne plus se limiter aux indices économiques classiques comme le produit intérieur brut (PIB) ».
Face aux mises en cause multiformes de la mondialisation, il s’agissait d’abord, comme le déclarait le secrétaire général de l'OCDE Angel Gurria, de « mesurer en quoi le monde est devenu meilleur ». Afin de mettre en œuvre et généraliser cette déclaration signée par l’ONU et le PNUD, la Commission européenne a réuni les 19 et 20 novembre 2007 à Bruxelles un colloque international dénommé Beyond the GDP (Au-delà du PIB), durant laquelle son président, José Manuel Durão Barroso, défendait la mise en place de nouveaux indices pour mesurer les problèmes contemporains.
Ces réunions institutionnelles ont rassemblé une large part des nombreux indicateurs alternatifs mis au point dans le monde entier afin d'évaluer le bien-être social et environnemental. Parmi ces indicateurs synthétiques alternatifs, certains concernent les problèmes sociaux contemporains, d'autres les inégalités et la pauvreté, la sécurité économique et sociale ou le patrimoine écologique.

### L’indice de santé sociale
L’Indice de santé sociale (ISS) a été mis au point aux États-Unis par deux chercheurs, Marc et Marque-Luisa Miringoff. L’ISS est un indice social synthétique visant à compléter le PIB pour évaluer le progrès économique et social. C'est une sorte de résumé des grands problèmes sociaux présents dans le débat public aux États-Unis dans les années 1990. Il se traduit dans seize indicateurs sociaux dont il fait une sorte de moyenne. Sont ainsi regroupés dans cet indice des critères de santé, d'éducation, de chômage, de pauvreté et d'inégalités, d'accidents et de risques divers. L'ISS a acquis une grande réputation internationale en 1996, année de la parution d'un article majeur dans la revue économique Challenge montrant le décrochage des courbes de progression du PNB et de l'ISS aux États-Unis, le premier continuant à progresser alors que le second plongeait durablement après les années 1973-1975. Ce graphique montre ainsi en quoi les années Reagan et Bush père ont porté un rude coup à la santé sociale des États-Unis, laquelle se trouvait en 1996 à un niveau nettement inférieur à celui de 1959, en dépit d’une très belle courbe de croissance économique.

### Le BIP 40 ou Baromètre des Inégalités et de la pauvreté en France
Le BIP 40 est un indicateur synthétique de l'évolution des inégalités en France dont le nom est une référence ironique à la fois au PIB (inversé) et au CAC 40. Cet indicateur a été mis au point et présenté à la presse en 2002 par réaction au fait que la santé économique et la santé boursière ont droit à des indices synthétiques fortement médiatisés, alors que ce n'est pas le cas pour ceux de la « santé sociale ». Cela même si l’Insee publie de nombreuses études et indicateurs sur le sujet. L'équipe de militants syndicalistes, d'économistes et de statisticiens français qui ont agrégé des indicateurs pour former le BIP 40 est associée à un réseau associatif militant pour la réduction des inégalités, le Réseau d’alerte sur les inégalités (RAI).

### Les indicateurs de sécurité économique
De façon récente, des chercheurs de grandes institutions internationales (comme Guy Standing au BIT à Genève) et de pays développés (tels Lars Osberg et Andrew Sharpe au Canada ou Georges Menahem en France) ont mis au point des indicateurs visant à cerner le degré de protection économique des personnes contre les principaux risques de perte ou de diminution forte de leurs revenus, par exemple en matière de chômage, de maladie, de retraite, etc. 

#### L'indicateur de bien-être économique de Osberg et Sharpe
Osberg et Sharpe prennent ainsi en compte quatre composantes caractérisant le bien-être des populations dans la construction d’un Indicateur du bien-être économique (IBEE) :
1. les flux effectifs de consommation par habitant, qui incluent la consommation de biens et services marchands, les flux effectifs par habitant de biens et services non marchands et les changements dans la pratique des loisirs ;
2. l’accumulation nette dans la société des stocks de ressources productives, y compris l’accumulation nette de biens corporels et de parcs de logements, l’accumulation nette de capital humain et des investissements en Recherche & Développement (RD), les coûts environnementaux et la variation nette du niveau de l’endettement extérieur ;
3. la répartition des revenus, selon l’indice de Gini sur l’inégalité, ainsi que l’ampleur et l’impact de la pauvreté ;
4. la sécurité économique contre le chômage, la maladie, la précarité des familles monoparentales et des personnes âgées.

Grâce à leur indicateur ils sont en mesure de comparer les tendances d’évolution du bien-être économique dans six pays de l’OCDE : États-Unis, Royaume-Uni, Canada, Australie, Norvège et Suède. 
Des comparaisons sont ainsi données sur le site du laboratoire de ces deux chercheurs canadiens. Une application de l'IBEE au cas de la France a été proposée par Florence Jany-Catrice et Stephan Kampelmann en juillet 2007.

#### L'indicateur de sécurité de Standing à l'OIT
Dans les travaux de Guy Standing effectués dans le cadre du Bureau international du travail (BIT), la vision est centrée sur le travail et vise à cerner la sécurité économique dans sept domaines. Dans un deuxième temps, un indice synthétique permet d'effectuer une moyenne de ces sept domaines : les revenus (y compris les prestations sociales), la participation à l’activité économique, la sécurité d’emploi, la sécurité du travail (contre les risques d'accidents ou de maladies professionnels), la sécurité des compétences et qualifications, la sécurité de carrière, et enfin celle de la représentation syndicale et d’expression des salariés. 
Une série de grandes enquêtes ont ainsi été menées par les missions locales du BIT dans une vingtaine de pays. Les pays scandinaves sont à nouveau aux premières places pour cet indicateur.

#### L'indicateur de sécurité de Menahem
En France, Georges Menahem a mis au point en 2005 un indicateur baptisé taux de sécurité économique (TSE). Selon ses dernières publications, la sécurité économique peut être décomposée entre une partie « marchandisée » dépendante des relations salariales et de la vente des produits, et une partie "démarchandisée" relative aux prestations et aides auxquelles les individus ont droit indépendamment de leurs relations actuelles avec le marché (comme la retraite, les allocations familiales, de logement, de chômage ou le RMI). Ses estimations sur une trentaine de pays montrent que le taux de sécurité démarchandisée est un bon indicateur de l'efficacité du système de protection sociale : il est maximum en Suède et dans les pays Nordiques, il est encore important dans les pays continentaux tels l'Autriche, l'Allemagne ou la France, mais il est faible au Royaume-Uni et dans les pays Européens du Sud comme l'Italie, la Grèce ou l'Espagne et très limité dans les pays d'Europe Centrale et Orientale tels la Lettonie ou la Lituanie. Quant aux États-Unis, leur taux de sécurité démarchandisée est négatif, ce qui témoigne du mauvais état des protections sociales dans ce pays présenté comme un modèle de l'économie de marché. Ce taux n'est que faiblement positif dans deux autres exemples du modèle « libéral » selon le sociologue danois Gosta Esping-Andersen : en Australie et au Canada, à un niveau à peine plus élevé pour ce dernier car les programmes sociaux y sont plus étendus.

## L'empreinte écologique
L'empreinte écologique est un indicateur visant à mesurer les pressions économiques sur l'environnement. L’empreinte écologique d’une population est la surface de la planète, exprimée en hectares, dont cette population dépend compte tenu de ce qu’elle consomme. Les principales surfaces concernées sont consacrées à l’agriculture, à la sylviculture, à la pêche, aux terrains construits et aux forêts capables de recycler les émissions de dioxyde de carbone. Il s’agit d’un indicateur synthétique, qui « convertit » en surfaces utiles de multiples pressions humaines sur l’environnement, mais pas toutes.
On peut calculer cette empreinte pour une population allant d’un seul individu à celle de la planète, et par grands « postes » de la consommation. Par exemple, la consommation alimentaire annuelle moyenne d’un Français exige 1,6 hectare dans le monde ; son empreinte totale (alimentation, logement, transports, autres biens et services) est de 5,3 hectares. Pour un Américain, on obtient 9,7 hectares : le record du monde. 
Or l’empreinte par personne « supportable » par la planète aujourd’hui, compte tenu des rythmes naturels de régénération des ressources était de 2,9 hectares en 1970, et elle ne cesse de diminuer sous l’effet de la progression de la population, de la régression des terres arables, des forêts, des ressources des zones de pêche, etc. Elle est passée à 2 hectares en 1990 et elle n’est plus que de 1,8 hectare en 2001. Si tous les habitants de la planète avaient le mode de vie des Américains, il faudrait 5,3 planètes pour y faire face. Si tous avaient le niveau de vie moyen des Français, il en faudrait près de trois.
De nombreux rapports ont déjà été produits, dont ceux particulièrement documentés et fiables du Global environmental conservation organization (soit le World Wide Fund for Nature ou WWF). Mais leurs conséquences sont limitées compte tenu de la faible visibilité dans la sphère publique de ce problème, ses conséquences négatives sur la vie quotidienne ne touchant pas encore vraiment les acteurs économiques, politiques et médiatiques dominants et les nations les plus favorisées même si leur empreinte écologique est pourtant de loin la plus importante. De ce fait, elles peuvent croire encore dans les bénéfices d’une croissance matérielle soutenue et indéfinie, les indicateurs des limites de notre planète matériellement finie étant difficiles à percevoir.

### Limites
L'empreinte écologique est un indicateur abstrait et synthétique qui ne traduit qu'une faible part des conséquences du dérèglement du climat et des dégradations des écosystèmes. La comparaison de l'empreinte de l'Afrique et de l'Europe montre certes que les pays les plus pauvres ont encore, pour quelque temps, une empreinte écologique par personne très supportable par la planète, ce qui permet aux pays favorisés d'utiliser bien plus que leur surface. Ainsi, les dommages restent au faible niveau des premiers signes que nous observons actuellement. Selon le WWF, ce résultat traduit une dette écologique des pays riches par rapport aux pays pauvres : les premiers « empruntant » aux seconds d’énormes surfaces de ressources naturelles, terres arables, forêts, aux pays du Sud. Tout se passe comme s'ils y exportaient leur pollution, au moins celle qui ne connait pas de frontière, à commencer par celle des gaz à effet de serre.
Mais l'empreinte écologique est limitée car elle ne permet d'illustrer que très indirectement l'importance des conséquences du réchauffement climatique :
- L’accélération du réchauffement climatique dans la période récente directement liée aux émissions d’origine humaine de gaz à effet de serre.
- La dimension des catastrophes humaines mondiales prévisibles au-delà d’un réchauffement de deux degrés : sècheresses, inondations et tempêtes, élévation du niveau des mers, etc.

L'importance et la diversité de ces catastrophes à venir suggère qu'il faudrait compléter l'empreinte écologique par une batterie d'indicateurs d'inégalités économiques et sociales afin d'évaluer en quoi certaines populations plus pauvres sont davantage touchées par ce que les populations riches nomment les « aléas » climatiques. La moitié de la population mondiale vit ainsi dans des zones côtières qui risquent d'être submergées si le niveau des mers s’élevait d’un mètre, évolution possible pour le siècle à venir selon le Groupe d'experts intergouvernemental sur l'évolution du climat (GIEC) si les tendances actuelles persistent.